# باول إي. جاربر
باول إي. جاربر (بالإنجليزية: Paul E. Garber)‏ هو مدير متحف ‏ أمريكي، ولد في 31 أغسطس 1899 في اتلانتيك سيتي في الولايات المتحدة، وتوفي في 23 سبتمبر 1992 في مقاطعة أرلنغتون في الولايات المتحدة.